# Alambrada de la Muerte

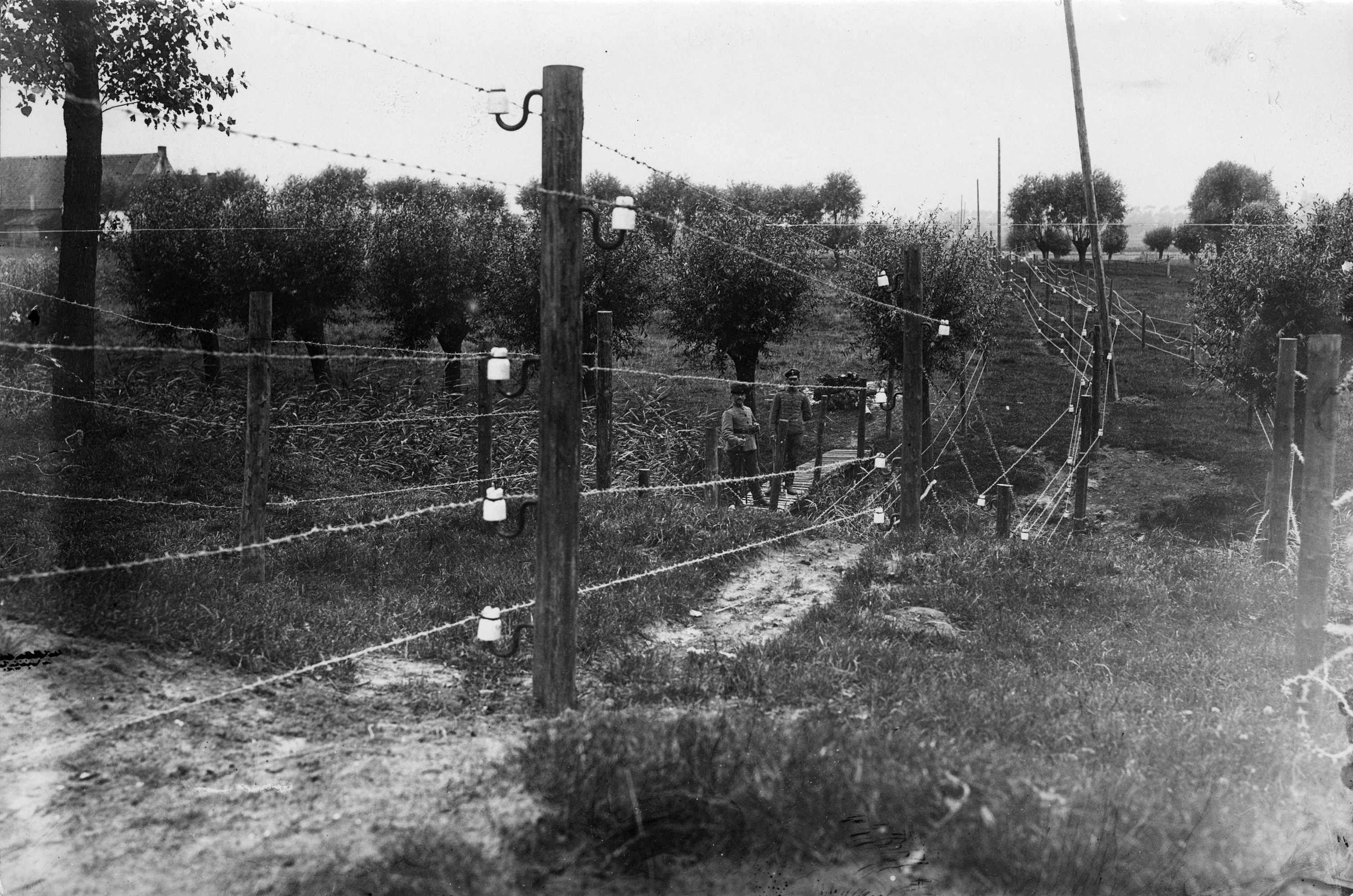
Vista de la alambrada desde Esclusa (Países Bajos).

La Alambrada de la Muerte (en neerlandés: Dodendraad) fue una verja eléctrica creada por las fuerzas militares del Imperio alemán para controlar la frontera entre Bélgica y los Países Bajos durante la ocupación de Bélgica en la Primera Guerra Mundial.

## Terminología
El nombre Alambrada de la Muerte es una traducción al español del nombre más utilizado en neerlandés; Dodendraad puede ser traducido como ‘alambrada mortífera’ o ‘alambrada de la muerte’. Mientras la guerra continuaba y más y más gente moría a causa de la corriente eléctrica, la verja comenzó a ser conocida simplemente como De Draad (‘la alambrada’). Para las autoridades alemanas, la estructura era llamada oficialmente Grenzhochspannungshindernis (‘barrera fronteriza de alto voltaje’). Además, paralelismos se han hecho más tarde entre la Alambrada de la Muerte y la Cortina de Hierro (o Telón de Acero).

## Construcción

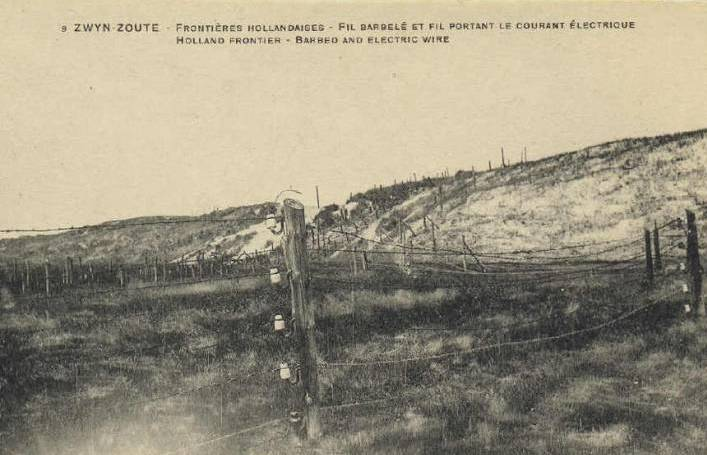
Final de la alambrada cerca del Escalda.

Al invadir el Imperio alemán la neutral Bélgica, los belgas comenzaron a cruzar la frontera con los Países Bajos en masa. En 1914, un millón de refugiados belgas estaban ya en los Países Bajos, pero durante toda la guerra los refugiados seguían llegando y trataban de cruzar la frontera. Muchos querían escapar de la ocupación germana, algunos querían unirse con sus familiares que ya habían huido y otros querían tomar parte en la guerra, eligiendo este desvío para unirse a las fuerzas del frente aliado. La construcción de la alambrada comenzó en el primavera de 1915 y consistió en más de 200 kilómetros de alambre electrificado con 2000 voltios, con una altura que oscilaba entre 1,5 y 3 metros, atravesando la frontera desde Aquisgrán hasta el río Escalda. Todo aquella persona que se encontrara en un perímetro de 100-500 metros del alambre y que no fuera capaz de justificar oficialmente su presencia era ejecutado por las tropas alemanas de manera sumarísima.

## Consecuencias

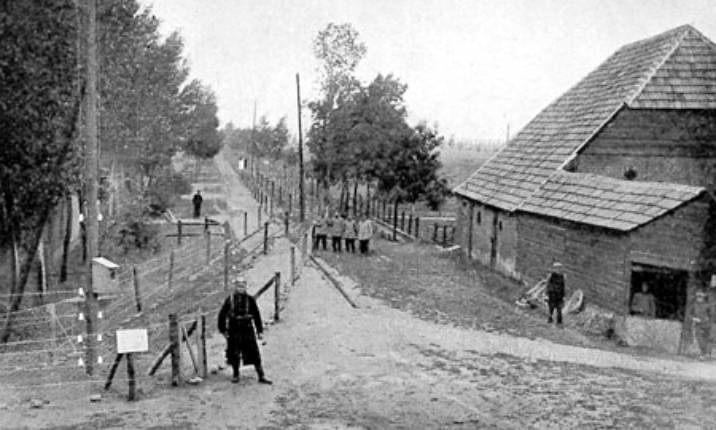
La verja cerca de una granja belga, con una patrulla alemana.

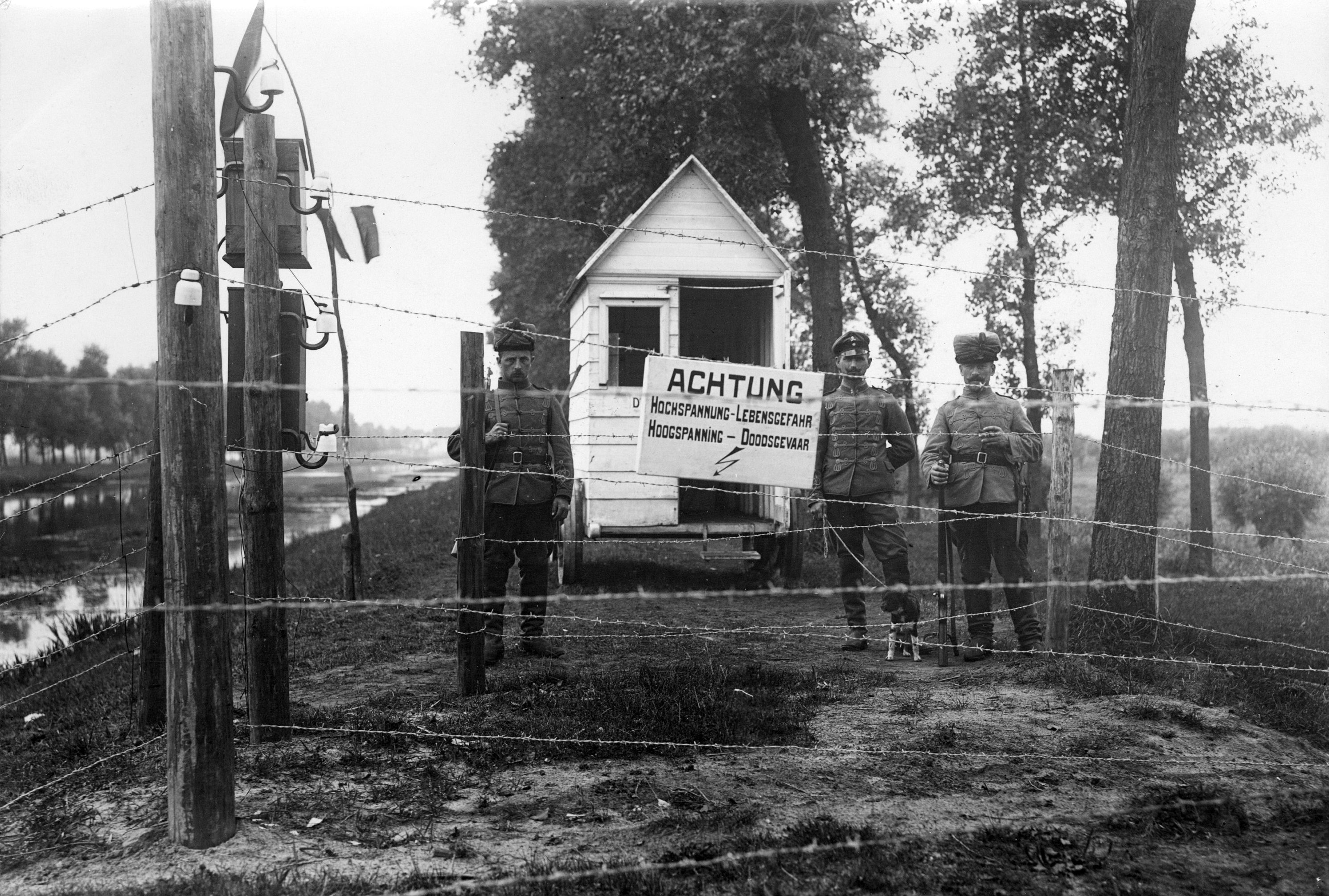
Guardias fronterizos junto a una de las garitas de control.

El número de víctimas estimadas que dejó la alambrada oscila entre las 2000 y las 3000 personas. Los periódicos locales de los Países Bajos meridionales llevaban casi a diario informes sobre las personas que eran electrocutadas. Sin embargo, muchas de ellas también tuvieron éxito y lograron atravesar la valla, a menudo mediante el empleo de métodos peligrosos e ingeniosos, incluyendo el paso a través de escaleras muy altas, la creación de túneles, el salto con garrocha y el aislamiento de la persona con platos de porcelana en los pies.
El cable también separó a familias y amigos holandeses y flamencos (belgas de habla neerlandesa) que vivían a ambos lados de la frontera y, aunque viviendo en diferentes Estados, a menudo se casaban o se socializaban entre sí. Procesiones funerarias tenían lugar hasta la valla para que los familiares y amigos del otro lado tuvieran la oportunidad de orar y despedirse del difunto. El gobierno neerlandés, que era neutral en la guerra, protestó varias veces por la existencia de la alambrada, que causó gran indignación pública entre la sociedad de los Países Bajos. El gran número de víctimas mortales no solo provocó un fuerte aumento del antigermanismo —en un país que hasta ese momento había sido totalmente hostil hacia el Reino Unido debido a la segunda guerra bóer—, sino también hizo que el contrabando de mercancías en la zona limítrofe se hiciera mucho más peligroso, y por tanto, más lucrativo para los delincuentes locales.
La valla no siguió totalmente la frontera y no cruzó ríos. Los alemanes dieron permiso a los lugareños para pasar a través de los servicios de la Iglesia, los días de mercado y durante la cosecha. En octubre de 1918, los alemanes abrieron la frontera para permitir el paso de los refugiados de Francia y Bélgica y no obstruir las líneas de comunicación alemanas en Bélgica. En una ironía, al final de la guerra, el káiser Guillermo II cruzó la frontera de la Bélgica neutral a los Países Bajos para refugiarse.
Inmediatamente después de la firma del armisticio en noviembre de 1918, las plantas de energía eléctrica de la frontera fueron cerradas y los habitantes de ambos lados pudieron pronto destruir la valla. Hoy en día todo lo que queda de la alambrada original son algunas señales de advertencia, sin embargo en algunas zonas y tramos ha sido reconstruida, como cerca de Hamont-Achel, Baarle-Hertog y Kinrooi.

## Galería

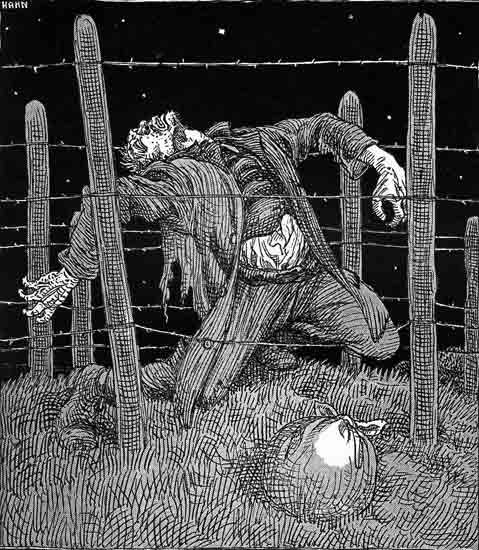
El neerlandés Albert Hahn representó el horror de la alambrada. Imagen publicada por primera vez en el diario De Notenkraker el 24 de julio de 1915.
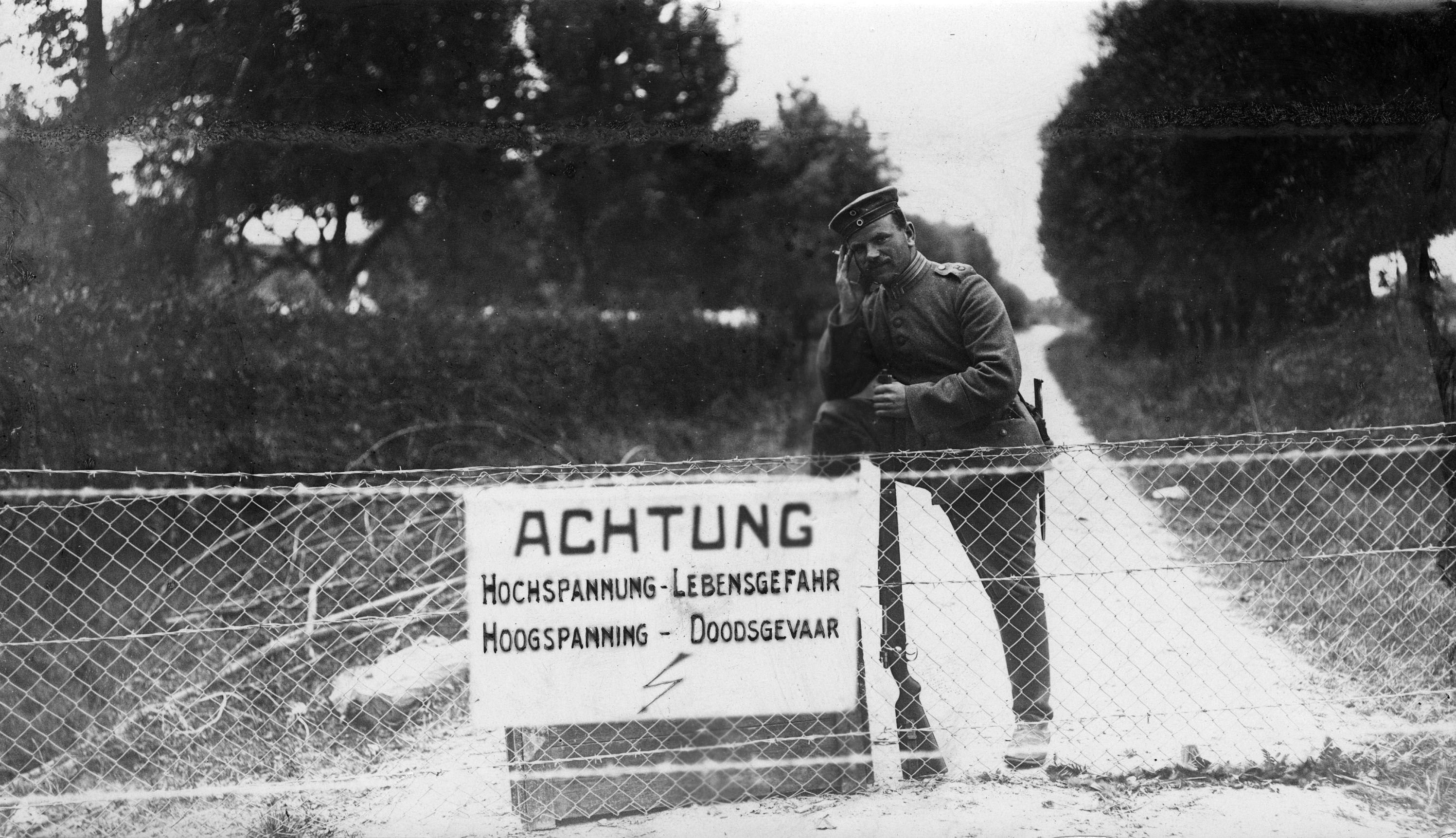
Soldado alemán en la alambrada.
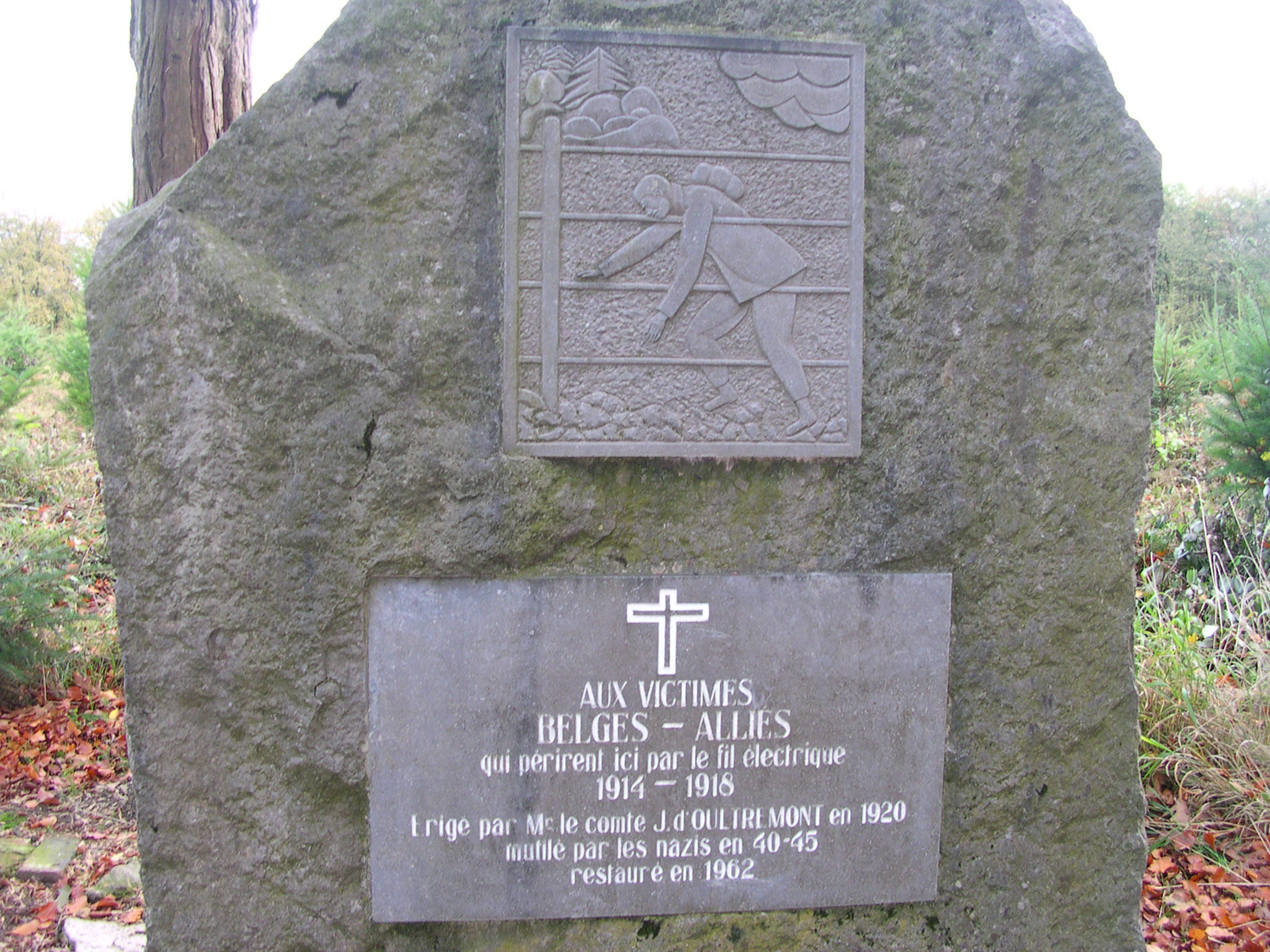
Monumento en recuerdo de las víctimas en Sippenaeken.
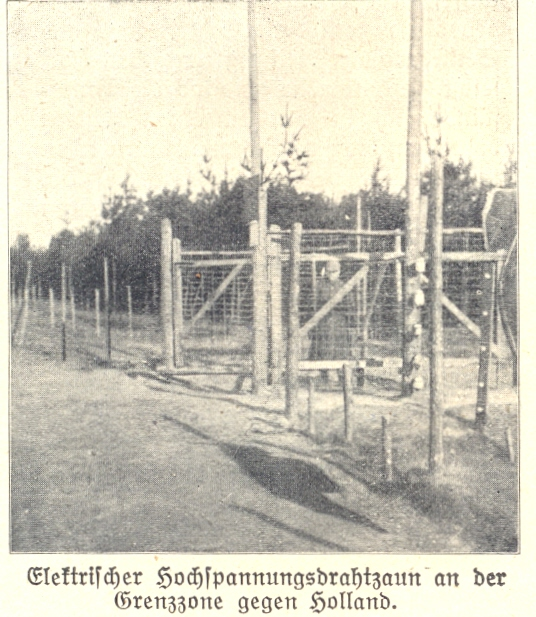
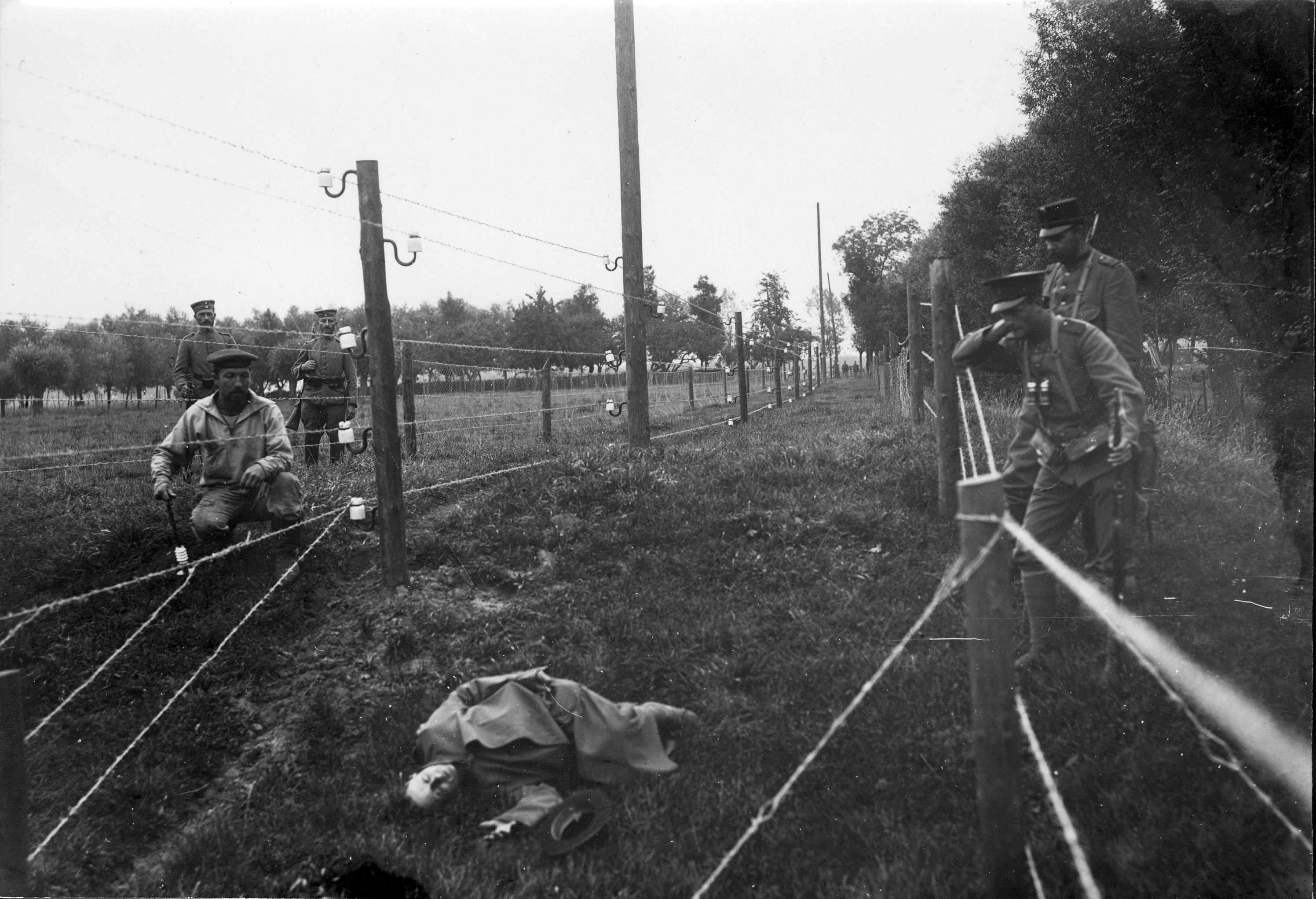
Soldados alemanes junto al cadáver de una persona electrocutada.
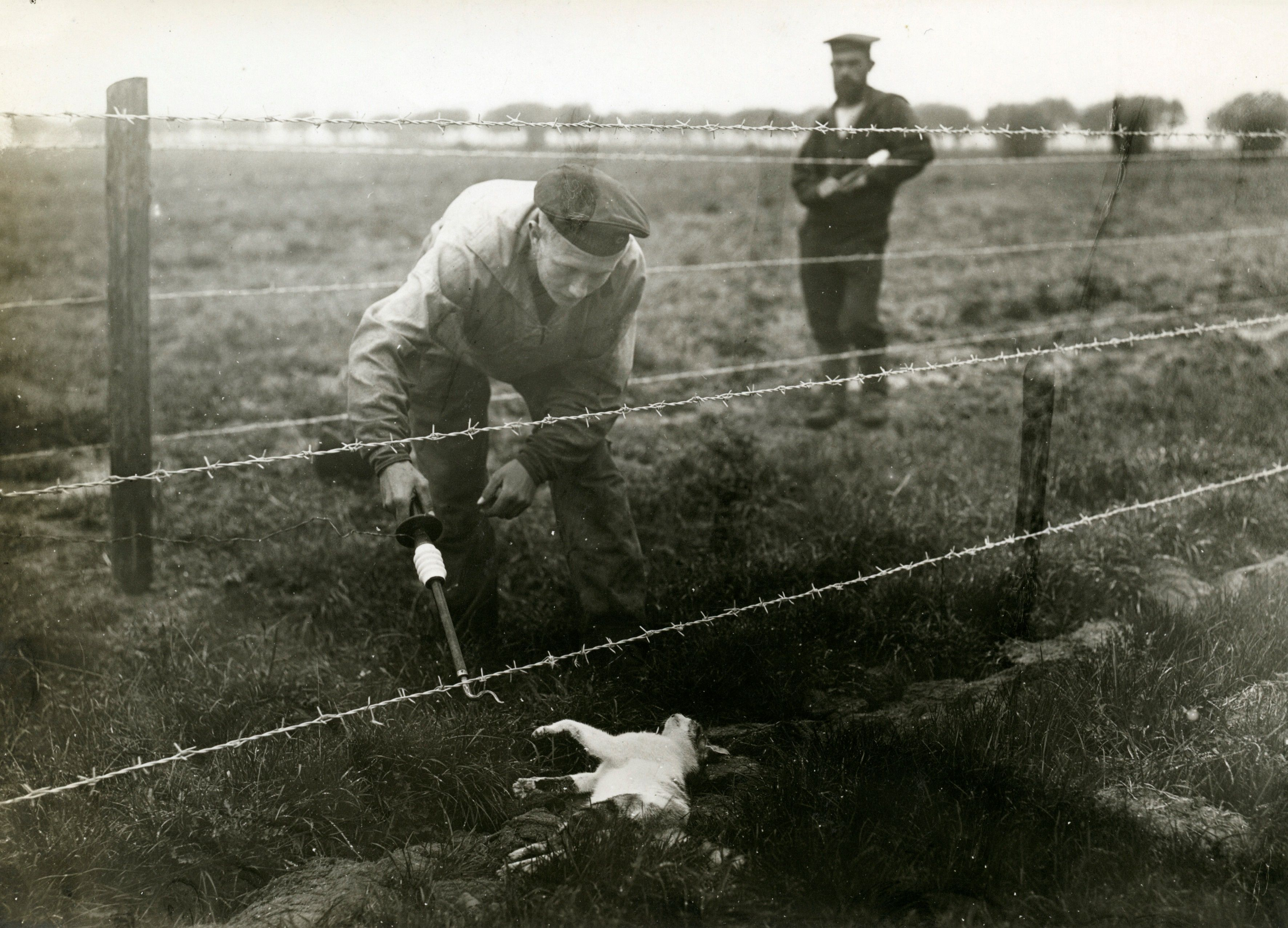
Muchos animales también eran víctimas de la alambrada.
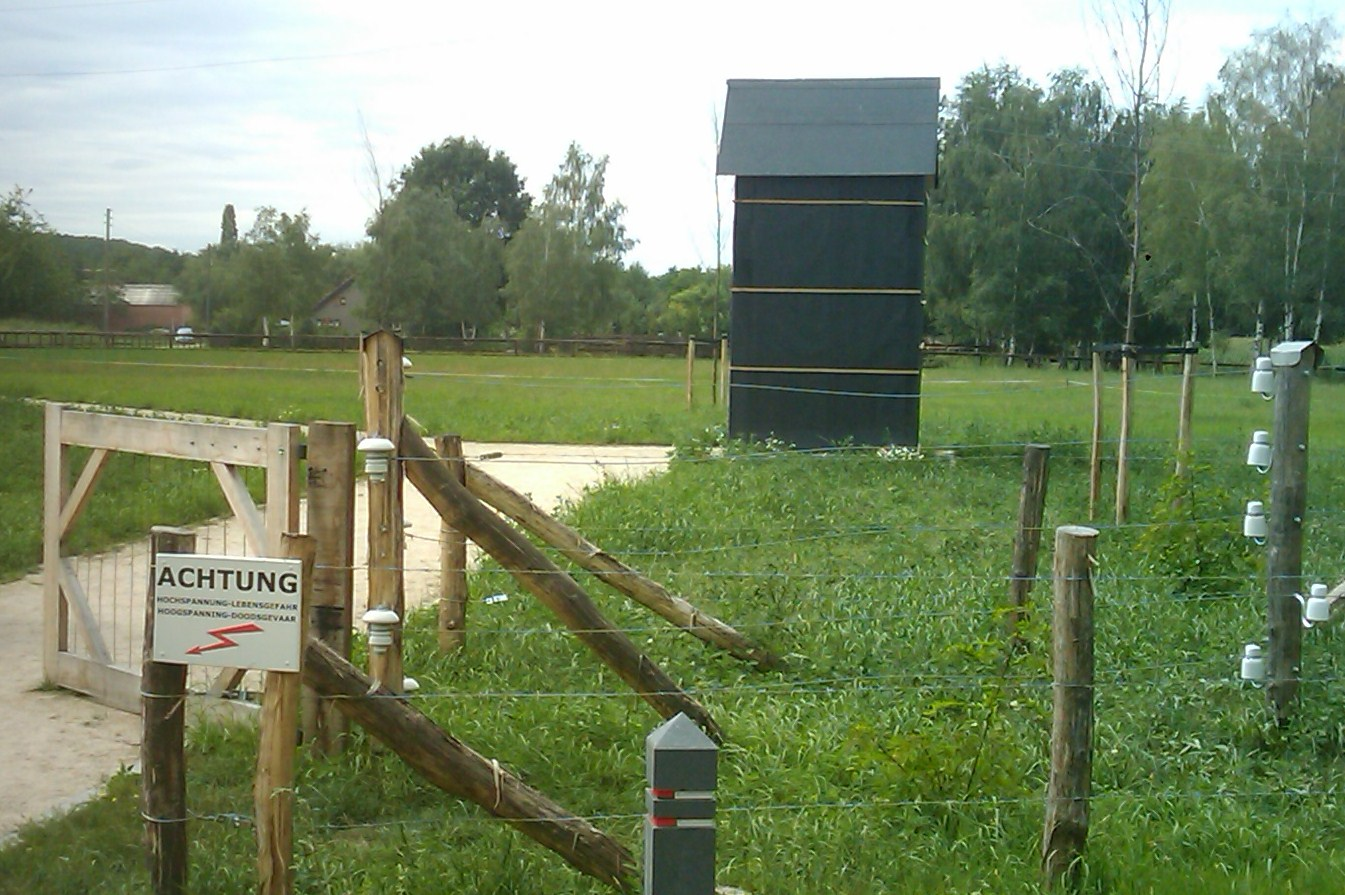
Reconstrucción de la valla en Molenbeersel.